# Лук Маргариты
Лук Маргариты (лат. Allium margaritae) — многолетнее травянистое растение, вид рода Лук (Allium) семейства Луковые (Alliaceae). 

## Этимология
Вид назван в честь Маргариты Митрофановны Советкиной, еще студенткой открывшей это растение во время экспедиции в Среднюю Азию.

## Распространение и экология
В природе ареал вида охватывает Прибалхашье и Тянь-Шань. Эндемик.
Произрастает на выходах пестроцветных пород.

## Ботаническое описание
Луковица яйцевидная, диаметром 1–1,5 см, наружные оболочки бурые или серо-бурые, кожистые, раскалывающиеся, с выступающими почти сетчатыми жилками. Стебель высотой 10–20 см, до половины одетый гладкими влагалищами листьев.
Листья в числе 3–4, нитевидные, полуцилиндрические, желобчатые, гладкие, равные стеблю.
Чехол в 2–3 раза короче зонтика, с носиком в 2 раза короче основания чехла, до основания не разрывающийся, образующий небольшую трубку, обхватывающую основание зонтика. Зонтик коробочконосный, пучковатый, немногоцветковый, рыхлый. Цветоножки неравные в 2–4 раза длиннее околоцветника, при основании с прицветником. Листочки колокольчатого околоцветника почти белые, с грязно-пурпурной сильной жилкой, равные, ланцетные, острые, длиной 5–6 мм. Нити тычинок в полтора раза короче околоцветника, при основании между собой и с околоцветником сросшиеся, шиловидные, внутренние в 2 раза шире; пыльники жёлтые. Столбик не выдается из околоцветника; завязь почти шаровидная, шероховатая.
Створки коробочки почти округлые, едва выемчатые, длиной около 3 мм.

## Таксономия
Вид Лук Маргариты входит в род Лук (Allium) семейства Луковые (Alliaceae) порядка Спаржецветные (Asparagales).
|  |                                      |  |                                                             |                                                             |                   |  | ещё 24 семейства (согласно Системе APG II) | ещё 24 семейства (согласно Системе APG II) |                     |  |  |  | ещё более 870 видов |
|  |                                      |  |                                                             |                                                             |                   |  | ещё 24 семейства (согласно Системе APG II) | ещё 24 семейства (согласно Системе APG II) |                     |  |  |  | ещё более 870 видов |
|  |                                      |  |                                                             | порядок Спаржецветные                                       |                   |  |                                            |                                            | род Лук             |  |  |  |                     |
|  |                                      |  |                                                             | порядок Спаржецветные                                       |                   |  |                                            |                                            | род Лук             |  |  |  |                     |
|  | отдел Цветковые, или Покрытосеменные |  |                                                             |                                                             | семейство Луковые |  |                                            |                                            | вид Лук Маргариты   |  |  |  |                     |
|  | отдел Цветковые, или Покрытосеменные |  |                                                             |                                                             | семейство Луковые |  |                                            |                                            |                     |  |  |  |                     |
|  |                                      |  | ещё 44 порядка цветковых растений (согласно Системе APG II) | ещё 44 порядка цветковых растений (согласно Системе APG II) |                   |  |                                            | ещё около 300 родов                        | ещё около 300 родов |  |  |  |                     |
|  |                                      |  |                                                             | ещё 44 порядка цветковых растений (согласно Системе APG II) |                   |  |                                            |                                            | ещё около 300 родов |  |  |  |                     |